# فيغارد أولفانغ
فيغارد أولفانغ (Vegard Ulvang) هو لاعب أولمبي لرياضة تزلج ريفي من النرويج. شارك في الأولمبياد الشتوي في 1988–1994، وفاز بما مجموعه 6 ميداليات.

## الميداليات
| ذهب | فضة | برونز | المجموع |
| 3   | 2   | 1     | 6       |

## روابط خارجية
- فيغارد أولفانغ على موقع IMDb (الإنجليزية)
- فيغارد أولفانغ على موقع الموسوعة البريطانية (الإنجليزية)
- فيغارد أولفانغ على موقع قاعدة بيانات الفيلم (الإنجليزية)
- فيغارد أولفانغ على موقع الاتحاد الدولي للتزلج (التزلج الريفي) (الإنجليزية)
- فيغارد أولفانغ على موقع اللجنة الأولمبية الدولية (الإنجليزية)
- فيغارد أولفانغ على موقع أوليمبيديا (الإنجليزية)